# Завръщане в 80-те
„Завръщане в 80-те“ е български игрален филм от 2002 година на режисьора Христо Тодоров.

## Актьорски състав
Не е налична информация за актьорския състав.